# マリオ・ホランズ
マリオ・エドゥアルド・レムス・ホランズ（Mario Eduardo Lemus Hollands, 1988年8月26日 - ）は、アメリカ合衆国・カリフォルニア州オークランド出身のプロ野球選手（投手）。左投左打。現在は、フリーエージェント（FA）。

## 経歴
2009年のMLBドラフト24巡目（全体732位）でミネソタ・ツインズから指名されたが、契約には至らなかった。
2010年のMLBドラフト10巡目（全体321位）でフィラデルフィア・フィリーズから指名され、プロ入り。契約後、傘下のA-級ウィリアムズポート・クロスカッターズで14試合に登板し、4勝4敗・防御率4.57だった。
2011年はA級レイクウッド・ブルークロウズで28試合に登板し、6勝6敗・防御率4.24だった。
2012年はA級レイクウッドで9試合に登板後、6月にA+級クリアウォーター・スレッシャーズへ昇格。6月下旬にAA級レディング・フィリーズへ昇格。9試合に登板し、3勝5敗・防御率4.75だった。8月からはAAA級リーハイバレー・アイアンピッグスでプレーし、3試合に登板した。
2013年はAA級レディング・ファイティン・フィルズとA+級クリアウォーターでプレー。AA級レディングでは13試合に登板し、3勝2敗・防御率4.31だった。
2014年3月29日にフィリーズとメジャー契約を結び、初の開幕ロースター入りを果たした。4月1日のテキサス・レンジャーズ戦でメジャーデビュー。同点の9回裏から登板したが、3人の打者に対し2四球を与え、1死しか取ることができず降板し、代わって登板したB.J.ローゼンバーグがサヨナラ安打を打たれたため、メジャー初黒星を喫した。最終的には50試合でマウンドに登り、2勝2敗・防御率4.40という成績を記録した。
2015年は4月にトミー・ジョン手術を受けたため、メジャー・マイナーともに登板しなかった。
2016年7月10日にDFAとなり、13日に40人枠を外れる形でAA級レディングへ配属された。
2017年5月23日に自由契約となった。

## 詳細情報

### 年度別投手成績
| 年 度    | 球 団    | 登 板 | 先 発 | 完 投 | 完 封 | 無 四 球 | 勝 利 | 敗 戦 | セ 丨 ブ | ホ 丨 ル ド | 勝 率 | 打 者 | 投 球 回 | 被 安 打 | 被 本 塁 打 | 与 四 球 | 敬 遠 | 与 死 球 | 奪 三 振 | 暴 投 | ボ 丨 ク | 失 点 | 自 責 点 | 防 御 率 | W H I P |
| -------- | -------- | ----- | ----- | ----- | ----- | -------- | ----- | ----- | -------- | ----------- | ----- | ----- | -------- | -------- | ----------- | -------- | ----- | -------- | -------- | ----- | -------- | ----- | -------- | -------- | ------- |
| 2014     | PHI      | 50    | 0     | 0     | 0     | 0        | 2     | 2     | 0        | 3           | .500  | 204   | 47.0     | 45       | 3           | 21       | 2     | 1        | 35       | 4     | 0        | 25    | 23       | 4.40     | 1.40    |
| MLB：1年 | MLB：1年 | 50    | 0     | 0     | 0     | 0        | 2     | 2     | 0        | 3           | .500  | 204   | 47.0     | 45       | 3           | 21       | 2     | 1        | 35       | 4     | 0        | 25    | 23       | 4.40     | 1.40    |

- 2016年度シーズン終了時

### 背番号
- 43（2014年）